# 마이애미 타워
마이애미 타워(Miami Tower)는 미국 마이애미에 위치한 마천루이다. 현재 마이애미에서 8번째로 높은 건물이다.